# Platyischnopus capuciatus
Platyischnopus capuciatus är en kräftdjursart. Platyischnopus capuciatus ingår i släktet Platyischnopus och familjen Platyischnopidae. Inga underarter finns listade i Catalogue of Life.